# Barbados Davis Cup-lag
Barbados Davis Cup-lag styrs av Barbados tennisförbund och representerar Barbados i tennisturneringen Davis Cup, tidigare International Lawn Tennis Challenge. Barbados debuterade i sammanhanget 1990, och nådde semifinal i Amerikazonens Grupp II samma år.